# Рушење споменика Владимиру Лењину у Украјини
Рушење споменика Владимиру Лењину у Украјини почело је током пада Совјетског Савеза и наставило се у малој мери током 1990-их, углавном у неким градовима на западу Украјине, иако је до 2013. већина Лењинових статуа у Украјини остала да стоји. Током Евромајдана 2013–2014, уништавање статуа Лењина постало је распрострањена појава и у Украјини је постало популарно познато као Лењинопад (украјински:  Ленінопад, руски: Ленинопад).

## Историја
Рушење споменика Лењину у Украјини одвијало се у четири етапе. Током 1990-их, више од 2.000 Лењинових споменика је срушено у Галицији и Волињу, на прелазу 1990-2000-их више од 600 Лењинових споменика је уклоњено у западним и централним областима, 2005-2008, више од 600 је срушено углавном у централним областима. области, а 2013–2014 срушена су 552 споменика.
Први талас рушења споменика Лењину десио се у западној Украјини 1990–1991. 1. августа 1990. у Червонограду је први пут у СССР-у срушен споменик Лењину. Под притиском народа споменик је демонтиран, формално са циљем да се пресели на друго место. Исте године, Лењинови споменици су демонтирани у Тернопољу, Коломији, Надвирни, Бориславу, Дрохобичу, Лавову и другим градовима Галиције.
Украјина је 1991. имала 5.500 Лењинових споменика. У новембру 2015. још увек је стајало око 1.300 Лењинових споменика. Више од 700 Лењинових споменика је уклоњено и/или уништено између фебруара 2014. и децембра 2015.
Украјински парламент је 9. априла 2015. усвојио закон о декомунизацији. Председник Украјине Петро Порошенко је 15. маја 2015. године потписао овај закон којим је започео шестомесечни период за уклањање комунистичких споменика (осим споменика из Другог светског рата) и обавезно преименовање насеља са називима везаним за комунизам. Украјински институт националног сећања је 16. јануара 2017. објавио да је током декомунизације демонтирано 1.320 Лењинових споменика.
Сајт „Raining Lenins“ прати статистику пада Лењинових статуа у Украјини.
У Запорожју је 17. марта 2016. демонтиран највећи споменик Лењину на неокупираној територији Украјине, висок 19,8 метара. У периоду између анексије полуострва Крим од стране Руске Федерације и 28. септембра 2014. године, највећи Лењинов споменик на неокупираној територији стајао је у Харкову (висок 20,2 м). Ова статуа Лењина у Харкову је срушена и уништена 28. септембра 2014.
Током руске инвазије на Украјину 2022. године, многе од ових статуа Лењина, које су скинули украјински активисти, поново су подигли руски окупатори у областима под руском контролом.

## Мотивација
Почетак „Лењинопада” у својој маси је положен рушењем споменика Лењину у Кијеву на Бесарабском тргу. Догађај је одржан 8. децембра 2013. око 18:00 часова. Још више људи почело је масовно да уништава споменике совјетске прошлости након извештаја о активистима Евромајдана који су погинули током протеста у Кијеву.
У јануару 2015. Министарство културе Украјине најавило је да ће подстаћи све јавне иницијативе у вези са чишћењем Украјине од споменика личностима из комунистичке прошлости. Према речима министра Вјачеслава Кириленка, његово одељење ће покренути иницијативу за брисање из Државног регистра непокретних споменика Украјине свих споменика који се односе на комунистичке личности које су тамо наведене. Држава се неће противити, већ напротив, на сваки могући начин подржавати све јавне иницијативе које ће се борити за чишћење Украјине од ових реликвија тоталитарне прошлости“, нагласио је министар.
У априлу 2015. године, Врховна рада Украјине гласала је за нацрт закона „О осуди комунистичког и националсоцијалистичког (нацистичког) тоталитарног режима у Украјини и забрани пропаганде њихових симбола“, који ће, посебно, обавезати локалне власти да демонтирају споменике комунистичким личностима на територији Украјине.

## Комунистички споменици срушени током Евромајдана
Демонстранти током Евромајдана срушили су неколико статуа Владимира Лењина у украјинским градовима. Према неким проценама, више од 90 статуа је срушено. У децембру 2015. Украјинска недеља је израчунала да је 376 Лењинових споменика уклоњено или уништено у фебруару 2014.
Ово је делимична листа:
| Обележје      | Локација         | Датум              | Статус                            | Напомене | Слика                                                    |
| ------------- | ---------------- | ------------------ | --------------------------------- | --- | -------------------------------------------------------- |
| Статуа Лењина | Андриево-Иванове | 3. јануара 2014    | Преломљен на два дела             | Полиција је покренула истрагу на основу члана Кривичног законика под називом „Уништавање или оштећење споменика историје или културе“. |                                                          |
| Статуа Лењина | Бердичив         | 22. фебруар 2014   | Срушен и уништен                  | [ 21 ] [ 22 ] | Статуа Лењина у Бердичеву 2013.                          |
| Статуа Лењина | Бела Црква       | 2014               | Срушен и уништен                  | [ 16 ] [ 23 ] | Статуа Лењина у Билој Церкви 2009.                       |
| Статуа Лењина | Чернигов         | 21. фебруар 2014   | Срушен                            | [ 24 ] [ 25 ] | "Лењин је легао"                                         |
| Статуа Лењина | Червона Слобода  | 8. јул 2014        | Срушен                            | Према украјинској комунистичкој партији „покренут је кривични случај због вандалског чина“.                                            |                                                          |
| Статуа Лењина | Харков           | 28. септембар 2014 | Срушен и уништен                  | | Уништење статуе Лењина у Харкову 28. септембра 2014      |
| Статуа Лењина | Хмељницки        | 21. фебруар 2014   | Срушен                            | [ 16 ] [ 23 ] [ 28 ] | Рушење статуе Лењина у Хмељницком, 21. фебруар 2014.     |
| Статуа Лењина | Кијев            | 8. децембар 2013   | Срушен и уништен                  | [ 17 ] | Срушена Лењинова статуа разбија се на комаде за сувенире |
| Статуа Лењина | Коростењ         | 5. октобар 2014    | Срушен                            | | Празан постоље                                           |
| Статуа Лењина | Котовск          | 8. децембар 2013   | Поломљен на неколико делова       | [ 20 ] |                                                          |
| Статуа Лењина | Мелитопољ        | 5. јул 2015        | Растављен од стране Градског већа | | Празан постамент Лењинове статуе                         |
| Статуа Лењина | Житомир          | 21. фебруар 2014   | Срушен и уништен                  | [ 16 ] [ 23 ] [ 29 ] |                                                          |

## Реакције
Уклањање споменика изазвало је помешана осећања међу украјинским становништвом. У неким случајевима, као у Харкову почетком 2014, проруски украјински гомиле су штитиле споменике, укључујући чланове комунистичких и социјалистичких партија, као и ветеране Другог светског рата и ратова у Авганистану. Статуа Лењина у Харкову је срушена 28. септембра 2014. Крајем октобра 2014, тадашњи гувернер Харкова Ихор Балута признао је да мисли да већина становника Харкова није желела да се статуа уклони, али је рекао да „и после тога једва да је било протеста, што је прилично речито“.
У јануару 2015. Министарство културе Украјине саопштило је да ће подстицати све јавне иницијативе везане за чишћење Украјине од споменика личностима тоталитарне комунистичке прошлости.